# غنيت مكة
غنيت مكة قصيدة للشاعر اللبناني سعيد عقل، غنتها فيروز.